# Kihnu
Kihnu (Zweeds: Kynö) is een eiland in de Oostzee, behorend tot Estland. Het eiland is 16,4 km² groot en is daarmee het grootste in de Golf van Riga, het op zes na grootste van heel Estland. Het ligt circa 12 km ten zuiden van het schiereiland Tõstamaa. Bestuurlijk vormt Kihnu samen met enkele onbewoonde, zeer kleine eilandjes één gemeente (vald) in de provincie (maakond) Pärnumaa. Met een totale grootte van 16,4 km² is Kihnu vald de kleinste gemeente van Pärnumaa. Het eiland had begin 2023 529 inwoners, verdeeld over vier dorpen: Lemsi, Linaküla, Rootsiküla en de hoofdplaats Sääre (of Sääreküla).

## Geschiedenis
Het eiland wordt het eerst vernoemd in 1386 als Kyne, de ligging is bekend vanaf 1518. Vermoedelijk zijn de eerste bewoners van het vasteland ernaartoe gevlucht door de represailles die volgden op de opstand van Sint-Jorisnacht.
In de middeleeuwen hoorde Kihnu administratief gezien bij het bisdom Saare-Lääne (Duits: Ösel-Wiek). In de Lijflandse Oorlog werd Kihnu door allerlei naties veroverd en weer uit handen gegeven: van 1562 tot 1565 hoorde het toe aan Denemarken, van 1565 tot 1575 en van 1582 tot 1600 aan Polen (Hertogdom Lijfland) en van 1575 tot 1582 aan Rusland.
Van 1600 tot 1710 maakte Kihnu, zoals trouwens heel Estland, deel uit van het Zweedse koninkrijk (Zweeds Lijfland). Tussen 1627 en 1680 was het privé-eigendom van achtereenvolgens von Thurn en de la Gardie. De eilandbewoners werden bekeerd tot het protestantisme.
In 1710 kwam Kihnu in handen van Rusland (gouvernement Lijfland).

## Bereikbaarheid
Vanuit het haventje van Lemsi aan de oostkant van het eiland worden veerdiensten onderhouden op Manilaid en op de stad Pärnu op het vasteland. Het eiland heeft ook een vliegveld, dat bij het noordelijkste plaatsje Sääre ligt en waarvandaan in de herfst en in de winter een lijndienst wordt onderhouden op Pärnu. 's Winters vriest de Kihnu väin, de zeestraat tussen het vasteland en Kihnu, regelmatig dicht en is het eiland over het ijs bereikbaar. Everzwijnen durven dan zelfs weleens de oversteek te maken.
Het hoogste punt van Kihnu ligt 8,5 m boven de zeespiegel. De vuurtoren staat bij Rootsiküla (letterlijk Zweeds dorp, een restant van de Zweedstalige bewoners), aan het zuidelijkste punt van het eiland (Pitkana) en dateert uit 1865.

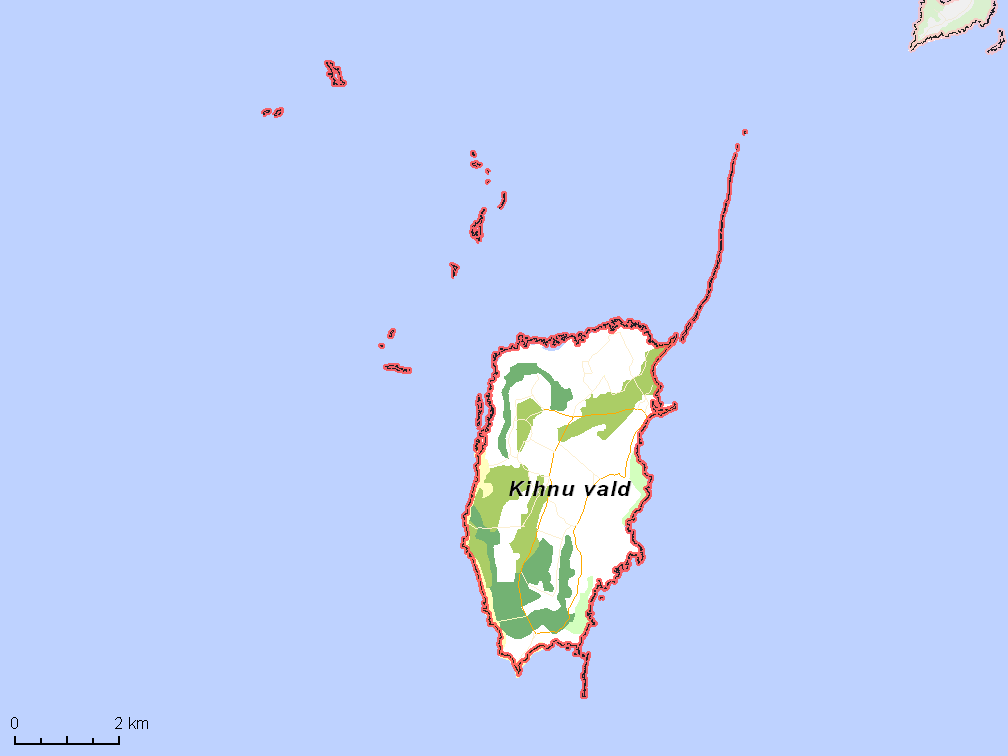
De gemeente

## Cultuur
De bevolking leeft met name van toerisme en visserij. Van oudsher hielden de mannen van het eiland zich bezig met de visserij en waren daarom meerdere maanden per jaar op zee, terwijl de vrouwen de leiding namen over het maatschappelijke en culturele leven op het eiland. Het eiland staat bekend om zijn goed bewaarde volkscultuur. Zo wordt de traditionele, verticaal gestreepte rok er door veel vrouwen en meisjes nog steeds gedragen. Op grond van deze bewaarde volkscultuur werd het eiland - op voorspraak van de documentairecineast Mark Soosaar en de voormalige first lady van Estland, de volkenkundige Ingrid Rüütel (echtgenote van voormalige president Arnold Rüütel) - in 2003 opgenomen op de Unescolijst van Immaterieel Werelderfgoed. Niettemin heeft het Sovjettijdperk ertoe bijgedragen dat vele vissers werk vonden in de machinale landbouw, waar het matriarchale karakter van Kihnu onder te lijden heeft gehad.

## Zie ook

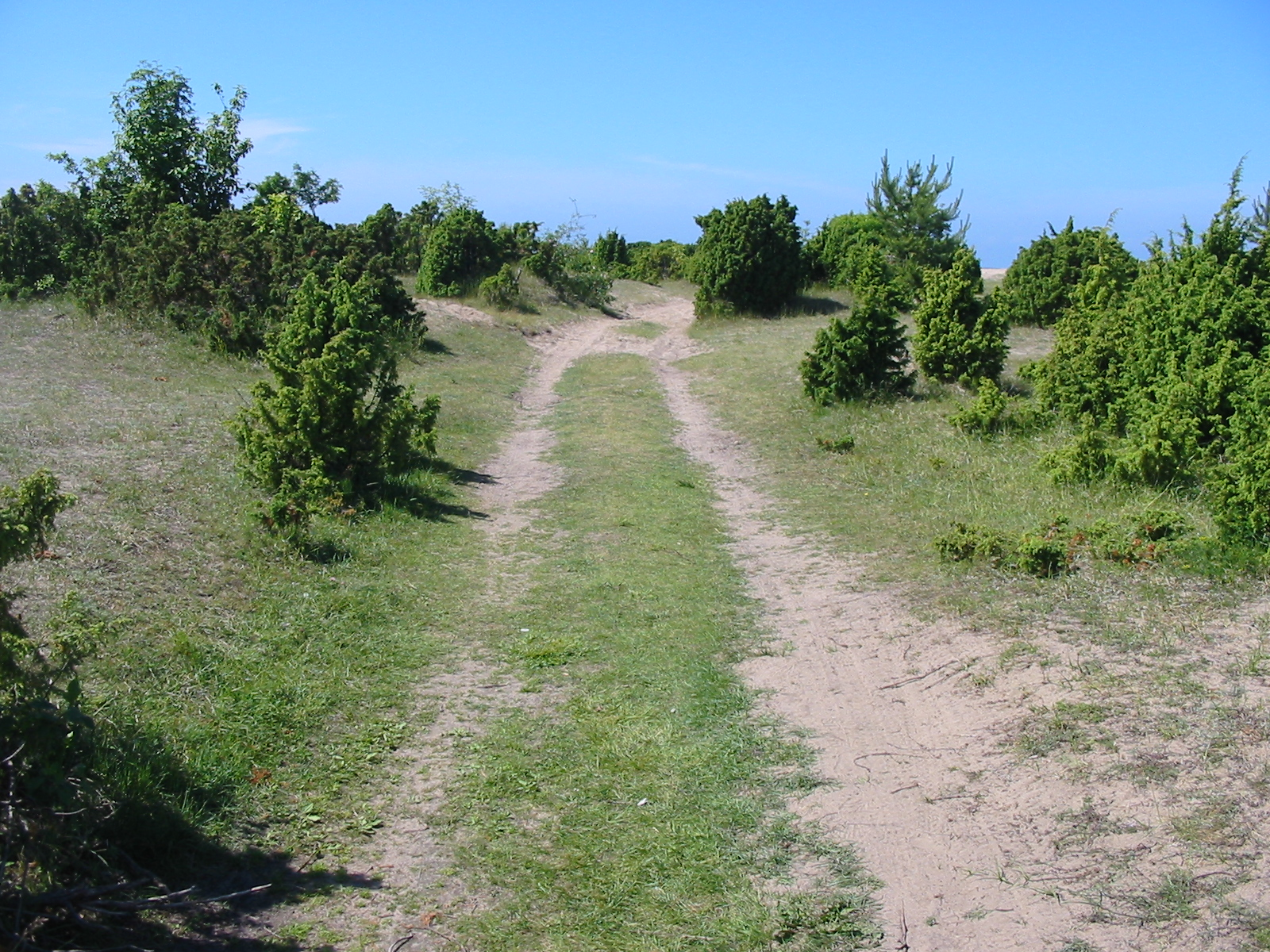
Jeneverstruiken op Kihnu
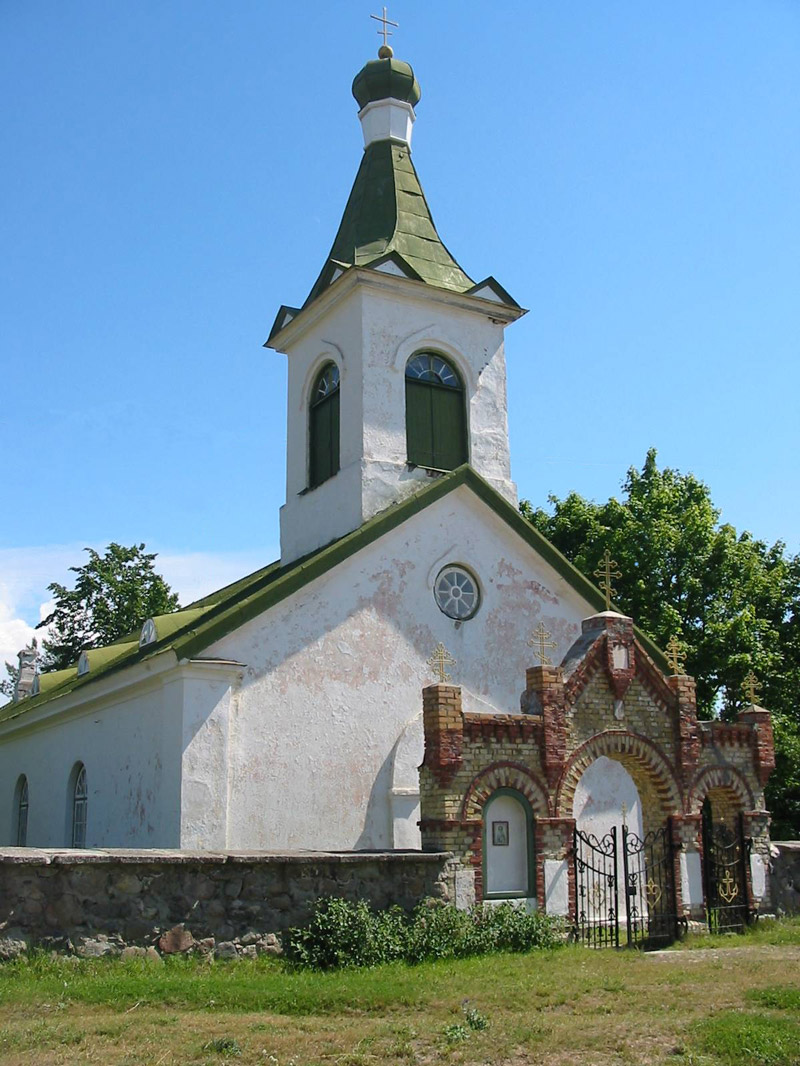
Kerk van Kihnu
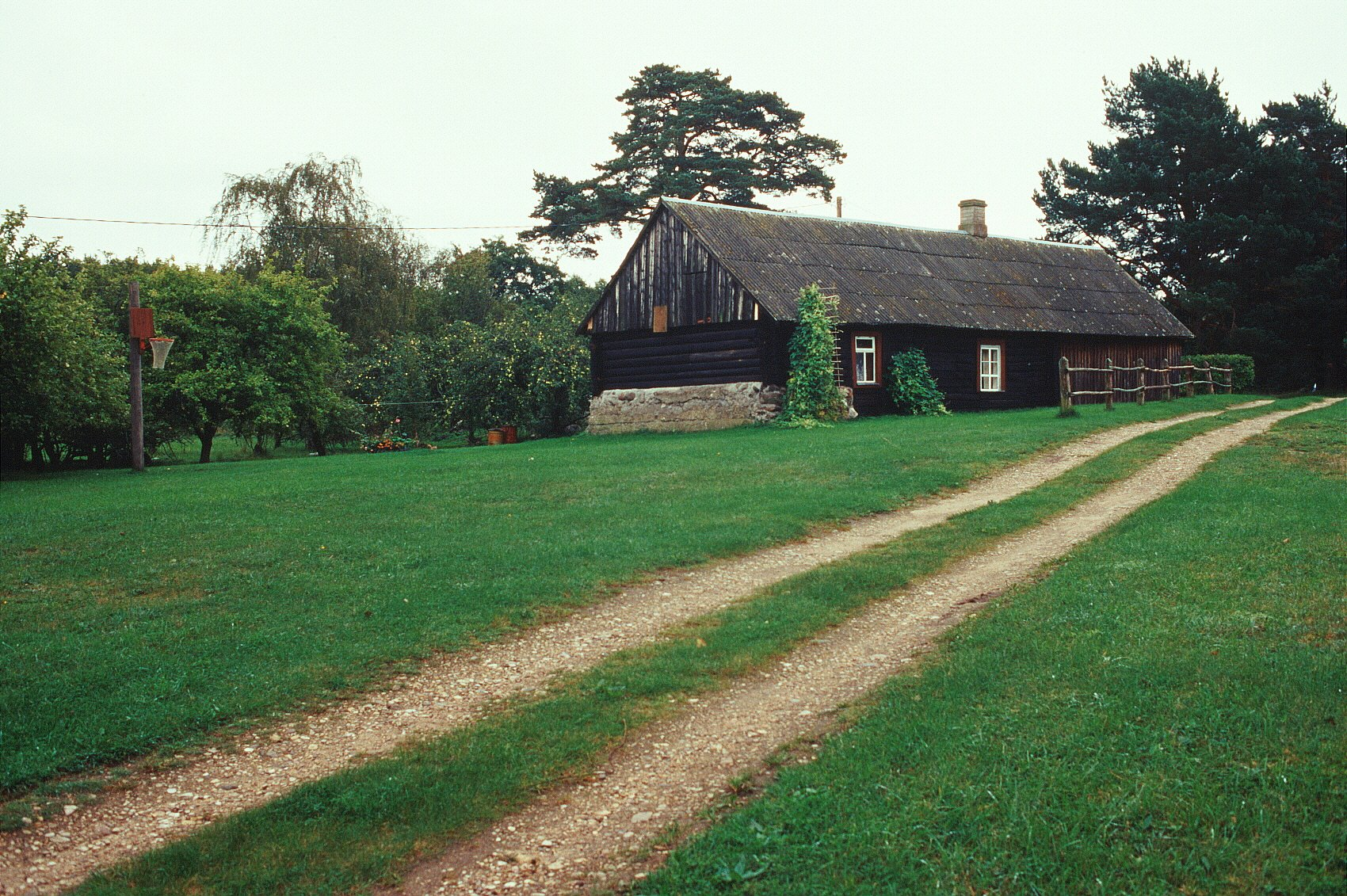
Oude bewoonde boerderij op Kihnu
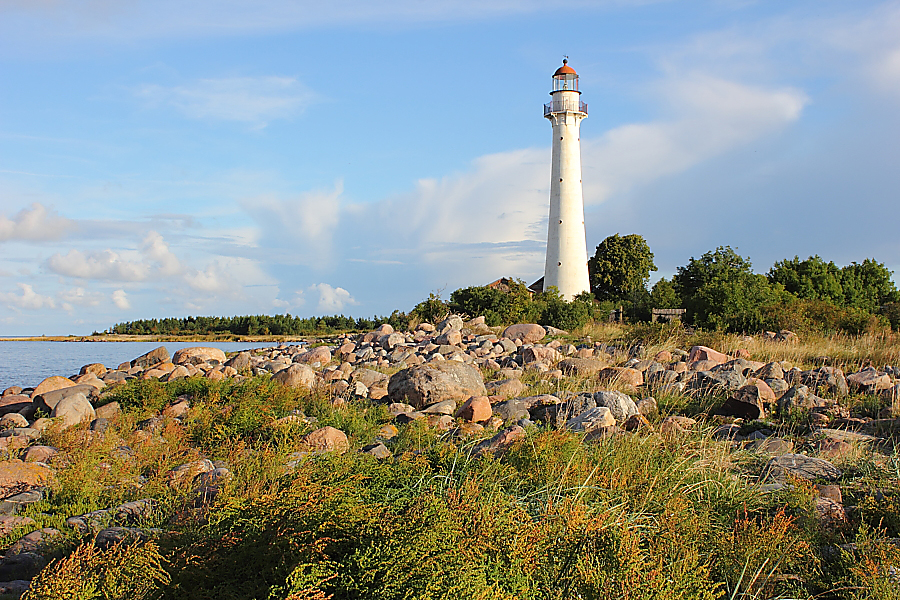
Zee en vuurtoren